# Pobeda holding Petrovaradin
Pobeda holding Petrovaradin (code BELEX : POBH) est une holding serbe qui a son siège social à Petrovaradin, dans la province de Voïvodine. Elle travaille dans le secteur de l'industrie manufacturière.

## Histoire
Pobeda holding Petrovaradin a été admise au marché non réglementé de la Bourse de Belgrade le 27 juin 2007.

## Activité
Pobeda holding Petrovaradin travaille dans le secteur de l'industrie mécanique. À travers ses cinq filiales, elle propose des chariots élévateurs à fourche, des machines-outils, des transmissions et des valves. Plus particulièrement, elle propose des chariots élévateurs à moteur Diesel ou à gaz de pétrole liquéfié, des presses excentriques, des scies, des foreuses radiales, des robinets à soupapes et des robinets vannes.

## Données boursières
Le 7 octobre 2013, l'action de Pobeda holding Petrovaradin valait 305 RSD (2,66 EUR). Elle a connu son cours le plus élevé, soit 405 RSD (3,54 EUR), le 9 juillet 2007 et son cours le plus bas, soit 130 RSD (1,13 EUR), le 24 juillet 2007.
Le capital de Pobeda holding Petrovaradin est détenu en totalité par des entités juridiques, dont 89,99 % par le MK Group d.o.o. Beograd.